# Strand Records
Strand Records was een Amerikaans platenlabel, waarop onder meer jazz, gospel, blues, klassieke muziek en humor uitkwam. Het werd rond 1959 opgericht en was gevestigd in New York. Het label ging zich al snel toeleggen op het uitbrengen van budget-platen, die kwalitatief ondermaats waren en in de koopjesbakken terechtkwamen. Het label was actief tot ongeveer 1965. 
Artiesten die op het label werden uitgebracht waren onder meer Slide Hampton, Joe Zawinul, Cat Anderson, Dick Vance, Mel Tormé, Nina Simone, Ray Charles, Brook Benton, Memphis Slim, Ivory Joe Hunter, Kurt Edelhagen en André Previn.  